# Congresso Nazionale Africano
Il Congresso Nazionale Africano (African National Congress, ANC) è il più importante partito politico sudafricano, protagonista della lotta all'apartheid e rimasto ininterrottamente al governo del paese dalla caduta di tale regime, avvenuta nel 1994, a oggi.

## Storia

### Gli inizi

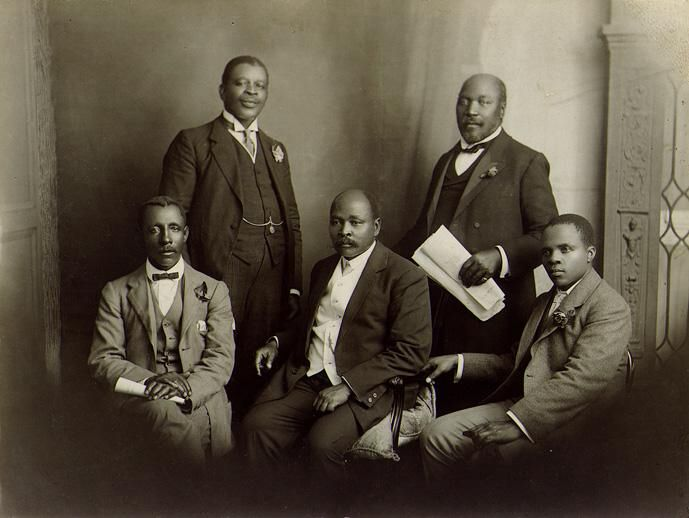
South African Native National Congress (Londra, giugno 1914). Thomas Mapike, Walter Rubusana, John Dube, Saul Msane, Sol Plaatje

Il partito fu fondato l'8 gennaio 1912 John Langalibalele Dube allo scopo di difendere i diritti e le libertà della maggioranza nera della popolazione sudafricana. Nome originario del partito, infatti, era "South African Native National Congress". Il partito era composto sia da membri tradizionalisti, che modernisti, tanto che le donne furono ammesse, come membri affiliati, solo nel 1931, e come membri a tutti gli effetti nel 1943. Dal 1940 al 1949 presidente del partito fu Alfred Bitini Xuma.
Nel 1944 nacque, ad opera di Nelson Mandela, Walter Sisulu e Oliver Tambo, la Lega giovanile dell'ANC, che assicurò un ricambio generazionale e l'inizio di un forte impegno per la non violenza. Nel 1947 iniziò la collaborazione con la Natal Indian Congress, fondata dal Mahatma Gandhi e Umar Hajee Ahmed Jhaveri nella Provincia del Natal (oggi KwaZulu-Natal), regione del Sudafrica, creando così le basi per l'opposizione al governo guidato unicamente da bianchi.
In nome della lotta contro l'apartheid, Mandela preconizzò l’alleanza tra l’ANC e il Partito Comunista Sudafricano. Secondo lui “l’ANC non è un partito comunista ma un ampio movimento di liberazione che tra i suoi membri include comunisti e altri che non lo sono. Qualsiasi persona che sia un membro leale dell’ANC, e che accetti la disciplina e i principi dell’organizzazione, ha il diritto di appartenere alle sue file. La nostra relazione con il Partito Comunista Sudafricano si basa sul reciproco rispetto. Ci uniamo al Partito Comunista Sudafricano su quegli obiettivi che ci sono comuni, ma rispettiamo l’indipendenza di ognuno e la sua identità individuale”.

### Gli anni '50
Il ritorno al potere del Partito Nazionale, filo-afrikaner, determinò l'inizio della politica di apartheid. In tutti gli anni cinquanta ai neri fu impedito di esercitare il diritto di voto e si videro negare i diritti civili e politici. Nel 1952 l'ANC diede vita a boicottaggi e scioperi simili a quelli organizzati dal Mahatma Gandhi in India. Nel 1955, l'ANC aderì al Congresso del Popolo, formato insieme al South African Indian Congress (indiani) e al Congress of Democrats (bianchi). Fu approvata la Freedom Charter, che l'ANC utilizzerà come proprio programma e come base della Costituzione del 1994. Nel 1956 ben 156 esponenti dell'ANC vennero arrestati ed incarcerati. Nel 1959, alcuni membri dell'ANC, accusandolo di essersi orientato troppo verso un "nazionalismo africano" diedero vita al Congresso Panafricano (PAC), guidato da Robert Sobukwe.

### Gli anni '60
Nel 1960, l'ANC iniziò la battaglia contro la Pass Law, una legge che obbligava i neri a portare con sé una tessera da esibire ogni qual volta volessero entrare nei territori riservati ai bianchi, di fatto si trattò di un vero e proprio "passaporto per i neri". Il PAC si impegnò contro la legge con vere e proprie proteste di piazza, nelle quali furono uccisi 69 manifestanti. In conseguenza degli scontri, le organizzazioni per i diritti civili furono bandite e l'ANC fu costretta ad operare in clandestinità, avviando anche azioni violente, comunemente descritte come terroristiche. Nel 1960, il leader del partito, Albert John Lutuli, grazie al sostegno internazionale, ricevette il Premio Nobel per la pace.
I leader dell'ANC, ormai in esilio o in clandestinità, decisero di abbandonare l'impegno non violento in stile gandhiano e costituirono nel 1961 le Umkhonto we Sizwe, organizzazioni paramilitari con lo scopo di organizzare azioni di sabotaggio. Il leader di queste organizzazioni, Mandela, venne arrestato con l'accusa di terrorismo nel 1962 e condannato al carcere a vita.

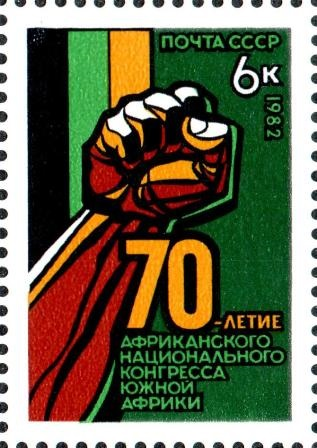
Francobollo sovietico del 1982 che celebra il 70º anniversario della fondazione dell'ANC

### Gli anni '70 e '80
Sotto la guida di Oliver Tambo, l'ANC, negli anni settanta e ottanta, incrementò le azioni di sabotaggio, alcune delle quali provocarono vittime. Si organizzarono basi in Mozambico, Botswana e Swaziland. L'esercito sudafricano organizzò un costante attacco alle basi e ai militanti dell'ANC. Nel 1988 Dulcie September, che stava investigando sul commercio di armi tra Francia e Sudafrica, fu ucciso a Parigi. Quest'omicidio non fece che acuire la pressione internazionale affinché il sistema politico sudafricano invertisse decisamente la propria rotta. Nel 1990, infatti, il presidente sudafricano Frederik de Klerk decise di togliere il bando all'ANC ed al PAC.

### Gli anni '90

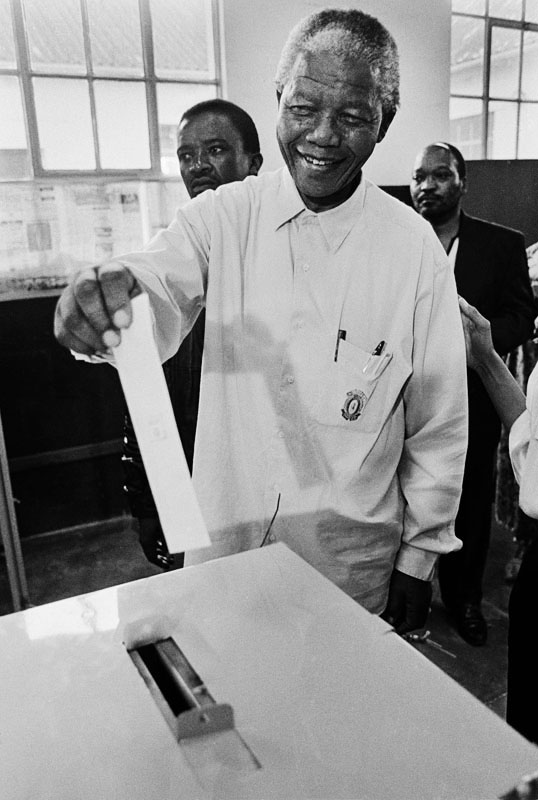
Il leader del Partito Nelson Mandela al voto durante le elezioni generali del 1994

L'ANC incorporò nelle sue liste il Congress of South African Trade Unions e il Partito Comunista Sudafricano alle elezioni generali del 1994, le prime a suffragio universale. L'ANC ottenne il 62,6%, 252 seggi e Mandela fu eletto primo Presidente del Sudafrica. La nuova costituzione, infatti, aveva cambiato il nome alla massima carica dello stato da Presidente dello Stato a Presidente del Sudafrica. Alle elezioni provinciali, svolte in concomitanza con le politiche, l'ANC ottenne sostanzialmente la stessa percentuale di voti. Nel KwaZulu-Natal, però, non avendo nessun partito conseguito la maggioranza assoluta dei voti, l'ANC si alleò con il Partito della Libertà Inkata (Inkatha Freedom Party). Tale coalizione si è ripetuta anche nel 1999.
Le elezioni generali del 1999 videro l'ANC incrementare i propri suffragi (66,4%) e seggi (266). Ciò nonostante l'ANC decise di coalizzarsi con il Nuovo Partito Nazionale (NNP), erede del Partito Nazionale di De Klerk, che era crollato dal 20 al 6,9% dei consensi. Con il NNP l'ANC governò anche la provincia del Capo Occidentale.

## Situazione odierna
Dal 2001, l'alleanza con comunisti e sindacati è iniziata a indebolirsi, e l'ANC ha modificato il proprio orientamento politico in direzione più liberale. Alle elezioni generali del 2004, l'ANC ha ulteriormente migliorato i propri consensi giungendo al 69% dei voti ed a 270 deputati. L'unico partito che sembra resistere all'avanzata dell'ANC è l'Alleanza Democratica (12,4%), mentre il NNP, dopo aver ulteriormente ridotto i suoi voti all'1,6%, ha deciso di sciogliersi.
Negli ultimi anni non sono mancate polemiche e difficoltà. Infatti, nonostante il successo elettorale, le difficoltà con i sindacati (COSATU) sono andate aumentando. A queste si sono aggiunte le accuse di corruzione nei confronti di Jacob Zuma, vice Presidente del Sudafrica, durante la presidenza di Thabo Mbeki (ANC).
Nonostante le difficoltà, l'ANC ha confermato, alle elezioni amministrative del 2006, oltre il 66% dei consensi.
Alle elezioni generali del 2009, l'ANC, guidato da Jacob Zuma, ha ottenuto il 65% dei consensi, con un calo del 4% e sfiorando per appena 2 seggi i 2/3 del Parlamento. Il calo è dovuto alla fuoriuscita dall'ANC della componente anti-Zuma, che ha dato vita al COPE (Congresso del Popolo), che ha raccolto l'8% dei consensi.
Nel dicembre 2017 Cyril Ramaphosa è stato scelto come nuovo capo dell'ANC al posto di Zuma.

## La bandiera dell'ANC
La bandiera ANC è costituita da tre bande orizzontali di uguali dimensioni di colore nero, verde e oro. Il nero simboleggia il popolo nativo del Sudafrica, il verde rappresenta la terra e l'oro rappresenta il metallo e le altre ricchezze naturali del Sudafrica. Questa bandiera è stata anche la bandiera da battaglia delle Umkhonto we Sizwe. La bandiera ufficiale del partito è anche l'emblema del partito incorporato sulla bandiera.

## Risultati elettorali
| Elezione      | Voti       | %     | Seggi     |
| ------------- | ---------- | ----- | --------- |
| Generali 1994 | 12 237 650 | 62,65 | 252 / 400 |
| Generali 1999 | 10 601 330 | 66,35 | 266 / 400 |
| Generali 2004 | 10 880 915 | 69,69 | 279 / 400 |
| Generali 2009 | 11 650 748 | 65,90 | 264 / 400 |
| Generali 2014 | 11 436 921 | 62,15 | 249 / 400 |
| Generali 2019 | 10 026 475 | 57,50 | 230 / 400 |
| Generali 2024 | 6 459 683  | 40,18 | 159 / 400 |

## Capi dell'ANC

### Presidenti
- John Langalibalele Dube (1912-1917)
- Sefako Mapogo Makgatho (1917-1924)
- Zacharias Richard Mahabane (1924-1927)
- Josiah Tshangana Gumede (1927-1930)
- Pixley ka Isaka Seme    (1930-1936)
- Zacharias Richard Mahabane (1937-1940)
- Alfred Bitini Xuma (1940-1949)
- James Sebe Moroka (1949-1952)
- Albert John Lutuli (1952-1967)
- Oliver Reginald Tambo (1967-1991)
- Nelson Rolihlahla Mandela (1991-1997)
- Thabo Mvuyelwa Mbeki (1997-2007)
- Jacob Gedleyihlekisa Zuma (2007-2017)
- Matamela Cyril Ramaphosa (2017-in carica)

### Vicepresidenti
- Walter Rubusana (1912-1936)
- Nelson Rolihlahla Mandela (1952-1958)
- Oliver Reginald Tambo (1958-1985)
- Nelson Rolihlahla Mandela (1985-1991)
- Walter Max Ulyate Sisulu (1991-1994)
- Thabo Mvuyelwa Mbeki (1994-1997)
- Jacob Gedleyihlekisa Zuma (1997-2007)
- Kgalema Petrus Motlanthe (2007-2012)
- Matamela Cyril Ramaphosa  (2012-2017)
- David Mabuza (2017-in carica)

### Segretari generali
- Solomon Tshekisho "Sol" Plaatje (1912-1915)
- Saul Msane (1915-1917)
- R.V. Selope Thema (1917-1919)
- H.L. Bud M'belle (1919-1923)
- TD Mweli Skota (1923-1927)
- E.J. Khaile (1927-1930)
- Elijah Mdolomba (1930-1936)
- James Arthur Calata (1936-1949)
- Walter Max Ulyate Sisulu (1949-1955)
- Oliver Reginald Tambo (1955-1958)
- Philemon Pearce Dumasile "Duma" Nokwe (1958-1969)
- Alfred Baphethuxolo Nzo (1969-1991)
- Matamela Cyril Ramaphosa (1991-1997)
- Kgalema Petrus Motlanthe (1997-2007)
- Gwede Mantashe (2007-2017)
- Ace Magashule (2017-in carica)